# EHF Liga Mistrzów 2019/2020 (grupa A)
EHF Liga Mistrzów 2019/2020 - rozgrywki i tabela grupy A
| Lp. | Drużyna                | M  | Mecze | Mecze | Mecze | Bramki | Bramki | Bramki | Pkt |
| Lp. | Drużyna                | M  | W     | R     | P     | +      | −      | +/−    | Pkt |
| --- | ---------------------- | -- | ----- | ----- | ----- | ------ | ------ | ------ | --- |
| 1.  | FC Barcelona           | 14 | 13    | 0     | 1     | 485    | 380    | +105   | 26  |
| 2.  | Paris SG Handball      | 14 | 11    | 0     | 3     | 444    | 389    | +55    | 22  |
| 3.  | MOL-Pick Szeged        | 14 | 9     | 2     | 3     | 409    | 370    | +39    | 20  |
| 4.  | SG Flensburg-Handewitt | 14 | 7     | 1     | 6     | 388    | 379    | +9     | 15  |
| 5.  | Aalborg Håndbold       | 14 | 7     | 1     | 6     | 416    | 420    | −4     | 15  |
| 6.  | Celje Pivovarna Laško  | 14 | 3     | 0     | 11    | 355    | 429    | −74    | 6   |
| 7.  | RK Zagrzeb             | 14 | 2     | 1     | 11    | 343    | 419    | −76    | 5   |
| 8.  | Elverum Håndball       | 14 | 1     | 1     | 12    | 365    | 419    | −54    | 3   |

| Gospodarz \ Gość       | PSG   | BAR   | FLE   | AAB   | SZE   | ZAG   | ELV   | CEL   |
| Paris SG Handball      |       | 32:35 | 32:30 | 37:24 | 30:25 | 37:26 | 31:25 | 27:18 |
| FC Barcelona           | 36:32 |       | 31:27 | 44:35 | 30:28 | 32:23 | 33:24 | 45:21 |
| SG Flensburg-Handewitt | 29:30 | 27:34 |       | 29:32 | 34:26 | 20:17 | 26:19 | 29:26 |
| Aalborg Håndbold       | 29:32 | 30:34 | 31:28 |       | 28:35 | 30:20 | 30:28 | 28:24 |
| MOL-Pick Szeged        | 32:29 | 31:28 | 24:24 | 26:26 |       | 33:23 | 32:25 | 31:24 |
| RK Zagrzeb             | 29:37 | 19:36 | 25:26 | 31:30 | 21:26 |       | 30:27 | 27:31 |
| Elverum Håndball       | 22:25 | 26:30 | 28:34 | 24:34 | 25:26 | 30:30 |       | 37:26 |
| Celje Pivovarna Laško  | 29:33 | 25:37 | 24:25 | 28:29 | 23:34 | 24:22 | 32:25 |       |

Wyniki
| 14 września 201917:30 | MOL-Pick Szeged | 31:28(18:11) | FC Barcelona       | Városi Sportcsarnok, Segedyn Widzów: 3200 Sędzia: Jónas Elíasson Anton Gylfi Pálsson |
| 14 września 201917:30 | Jorge Maqueda 7 | 31:28(18:11) | 8 Ludovic Fabregas | Városi Sportcsarnok, Segedyn Widzów: 3200 Sędzia: Jónas Elíasson Anton Gylfi Pálsson |
| 14 września 201917:30 | 3× · 2×         | 31:28(18:11) | 2× · 2×            | Városi Sportcsarnok, Segedyn Widzów: 3200 Sędzia: Jónas Elíasson Anton Gylfi Pálsson |

| 14 września 201920:00 | RK Zagrzeb                      | 29:37(15:19) | Paris SG Handball     | Arena Zagreb, Zagrzeb Widzów: 5865 Sędzia: Péter Horváth Balázs Marton |
| 14 września 201920:00 | Zlatko Horvat 6 Damir Bičanić 6 | 29:37(15:19) | 7 Kim Ekdahl Du Rietz | Arena Zagreb, Zagrzeb Widzów: 5865 Sędzia: Péter Horváth Balázs Marton |
| 14 września 201920:00 | 5× · 2×                         | 29:37(15:19) | 2× · 1×               | Arena Zagreb, Zagrzeb Widzów: 5865 Sędzia: Péter Horváth Balázs Marton |

| 15 września 201917:00 | Celje Pivovarna Laško | 24:25(12:13) | SG Flensburg-Handewitt     | Dvorana Zlatorog, Celje Widzów: 4000 Sędzia: Ivan Caçador Eurico Nicolau |
| 15 września 201917:00 | Josip Šarac 5         | 24:25(12:13) | 6 Gøran Søgard Johannessen | Dvorana Zlatorog, Celje Widzów: 4000 Sędzia: Ivan Caçador Eurico Nicolau |
| 15 września 201917:00 | 4× · 1×               | 24:25(12:13) | 5× · 2×                    | Dvorana Zlatorog, Celje Widzów: 4000 Sędzia: Ivan Caçador Eurico Nicolau |

| 15 września 201919:00 | Elverum Håndball                      | 24:34(12:18) | Aalborg Håndbold                         | Terningen Arena, Elverum Widzów: 2283 Sędzia: Vaidas Mažeika Mindaugas Gatelis |
| 15 września 201919:00 | Lukas Sandell 5 Sigvaldi Guðjónsson 5 | 24:34(12:18) | 7 Sebastian Barthold 7 Mads Christiansen | Terningen Arena, Elverum Widzów: 2283 Sędzia: Vaidas Mažeika Mindaugas Gatelis |
| 15 września 201919:00 | 3× · 2×                               | 24:34(12:18) | 4× · 2×                                  | Terningen Arena, Elverum Widzów: 2283 Sędzia: Vaidas Mažeika Mindaugas Gatelis |

| 18 września 201919:00 | SG Flensburg-Handewitt | 26:19(12:9) | Elverum Håndball      | Flens-Arena, Flensburg Widzów: 3105 Sędzia: Charlotte Bonaventura Julie Bonaventura |
| 18 września 201919:00 | Lasse Svan Hansen 6    | 26:19(12:9) | 7 Sigvaldi Guðjónsson | Flens-Arena, Flensburg Widzów: 3105 Sędzia: Charlotte Bonaventura Julie Bonaventura |
| 18 września 201919:00 | 2× · 1×                | 26:19(12:9) | 2× · 2×               | Flens-Arena, Flensburg Widzów: 3105 Sędzia: Charlotte Bonaventura Julie Bonaventura |

| 21 września 201920:00 | FC Barcelona   | 45:21(21:13) | Celje Pivovarna Laško   | Palau Blaugrana, Barcelona Widzów: 1905 Sędzia: Karim Gasmi Raouf Gasmi |
| 21 września 201920:00 | Luka Cindrić 8 | 45:21(21:13) | 5 Diogo Borges da Silva | Palau Blaugrana, Barcelona Widzów: 1905 Sędzia: Karim Gasmi Raouf Gasmi |
| 21 września 201920:00 | 2× · 1×        | 45:21(21:13) | 2× · 2×                 | Palau Blaugrana, Barcelona Widzów: 1905 Sędzia: Karim Gasmi Raouf Gasmi |

| 22 września 201916:50 | Aalborg Håndbold      | 30:20(13:11) | RK Zagrzeb                     | Jutlander Bank Arena, Aalborg Widzów: 4133 Sędzia: Robert Schulze Tobias Tönnies |
| 22 września 201916:50 | Sebastian Barthold 12 | 30:20(13:11) | 4 Zlatko Horvat 4 Matej Hrstić | Jutlander Bank Arena, Aalborg Widzów: 4133 Sędzia: Robert Schulze Tobias Tönnies |
| 22 września 201916:50 | 3× · 3×               | 30:20(13:11) | 5× · 3× · 2×                   | Jutlander Bank Arena, Aalborg Widzów: 4133 Sędzia: Robert Schulze Tobias Tönnies |

| 22 września 201919:00 | Paris SG Handball  | 30:25(16:14) | MOL-Pick Szeged      | Stade Pierre de Coubertin, Paryż Widzów: 1800 Sędzia: Sławe Nikołow Ǵorǵi Naczewski |
| 22 września 201919:00 | Nikola Karabatić 8 | 30:25(16:14) | 6 Jorge Maqueda Peño | Stade Pierre de Coubertin, Paryż Widzów: 1800 Sędzia: Sławe Nikołow Ǵorǵi Naczewski |
| 22 września 201919:00 | 4× · 2×            | 30:25(16:14) | 3× · 2×              | Stade Pierre de Coubertin, Paryż Widzów: 1800 Sędzia: Sławe Nikołow Ǵorǵi Naczewski |

| 28 września 201917:30 | Elverum Håndball | 22:25(9:13) | Paris SG Handball | Håkons Hall, Lillehammer Sędzia: Václav Horáček Jiří Novotný |
| 28 września 201917:30 | Lukas Sandell 5  | 22:25(9:13) | 8 Adama Keïta     | Håkons Hall, Lillehammer Sędzia: Václav Horáček Jiří Novotný |
| 28 września 201917:30 | 7× · 3× · 1×     | 22:25(9:13) | 3×                | Håkons Hall, Lillehammer Sędzia: Václav Horáček Jiří Novotný |

| 28 września 201917:30 | MOL-Pick Szeged       | 24:24(12:12) | SG Flensburg-Handewitt     | Városi Sportcsarnok, Segedyn Widzów: 3200 Sędzia: Peter Brunovský Vladimír Čanda |
| 28 września 201917:30 | Bogdan Radivojević 11 | 24:24(12:12) | 9 Gøran Søgård Johannessen | Városi Sportcsarnok, Segedyn Widzów: 3200 Sędzia: Peter Brunovský Vladimír Čanda |
| 28 września 201917:30 | 1× · 1×               | 24:24(12:12) | 2×                         | Városi Sportcsarnok, Segedyn Widzów: 3200 Sędzia: Peter Brunovský Vladimír Čanda |

| 28 września 201920:30 | RK Zagrzeb    | 19:36(9:21) | FC Barcelona                | Dvorana Krešimira Ćosića, Zadar Widzów: 6900 Sędzia: Bartosz Leszczyński Marcin Piechota |
| 28 września 201920:30 | Marin Šipić 4 | 19:36(9:21) | 6 Lasse Bredekjær Andersson | Dvorana Krešimira Ćosića, Zadar Widzów: 6900 Sędzia: Bartosz Leszczyński Marcin Piechota |
| 28 września 201920:30 | 7× · 1×       | 19:36(9:21) | 4× · 2×                     | Dvorana Krešimira Ćosića, Zadar Widzów: 6900 Sędzia: Bartosz Leszczyński Marcin Piechota |

| 29 września 201917:00 | Celje Pivovarna Laško                 | 28:29(14:10) | Aalborg Håndbold          | Dvorana Zlatorog, Celje Sędzia: Nenad Nikolić Dušan Stojković |
| 29 września 201917:00 | Josip Šarac 6 Diogo da Silva Borges 6 | 28:29(14:10) | 5 Magnus Saugstrup Jensen | Dvorana Zlatorog, Celje Sędzia: Nenad Nikolić Dušan Stojković |
| 29 września 201917:00 | 3× · 1×                               | 28:29(14:10) | 5× · 2× · 1×              | Dvorana Zlatorog, Celje Sędzia: Nenad Nikolić Dušan Stojković |

| 9 października 201919:00 | SG Flensburg-Handewitt | 20:17(10:10) | RK Zagrzeb      | Flens-Arena, Flensburg Widzów: 3355 Sędzia: Mirza Kurtagic Mattias Wetterwik |
| 9 października 201919:00 | Johannes Golla 5       | 20:17(10:10) | 6 Zlatko Horvat | Flens-Arena, Flensburg Widzów: 3355 Sędzia: Mirza Kurtagic Mattias Wetterwik |
| 9 października 201919:00 | 3× · 2×                | 20:17(10:10) | 3× · 1×         | Flens-Arena, Flensburg Widzów: 3355 Sędzia: Mirza Kurtagic Mattias Wetterwik |

| 12 października 201920:00 | FC Barcelona   | 33:24(15:12) | Elverum Håndball      | Palau Blaugrana, Barcelona Widzów: 1996 Sędzia: Radojko Brkic Andrei Jusufhodzic |
| 12 października 201920:00 | Luka Cindrić 7 | 33:24(15:12) | 8 Sebastian Henneberg | Palau Blaugrana, Barcelona Widzów: 1996 Sędzia: Radojko Brkic Andrei Jusufhodzic |
| 12 października 201920:00 | 4× · 1×        | 33:24(15:12) | 3× · 3×               | Palau Blaugrana, Barcelona Widzów: 1996 Sędzia: Radojko Brkic Andrei Jusufhodzic |

| 13 października 201916:50 | Aalborg Håndbold          | 28:35(17:22) | MOL-Pick Szeged  | Jutlander Bank Arena, Aalborg Widzów: 4382 Sędzia: Duarte Santos Ricardo Fonseca |
| 13 października 201916:50 | Henrik Møllgaard Jensen 7 | 28:35(17:22) | 11 Bence Bánhidi | Jutlander Bank Arena, Aalborg Widzów: 4382 Sędzia: Duarte Santos Ricardo Fonseca |
| 13 października 201916:50 | 3× · 2×                   | 28:35(17:22) | 4×               | Jutlander Bank Arena, Aalborg Widzów: 4382 Sędzia: Duarte Santos Ricardo Fonseca |

| 13 października 201917:00 | Paris SG Handball | 27:18(13:11) | Celje Pivovarna Laško | Stade Pierre de Coubertin, Paryż Widzów: 2500 Sędzia: Amar Konjičanin Dino Konjičanin |
| 13 października 201917:00 | Nedim Remili 6    | 27:18(13:11) | 5 Jan Grebenc         | Stade Pierre de Coubertin, Paryż Widzów: 2500 Sędzia: Amar Konjičanin Dino Konjičanin |
| 13 października 201917:00 | 1× · 1×           | 27:18(13:11) | 4× · 2×               | Stade Pierre de Coubertin, Paryż Widzów: 2500 Sędzia: Amar Konjičanin Dino Konjičanin |

| 19 października 201920:00 | FC Barcelona         | 36:32(19:15) | Paris SG Handball | Palau Blaugrana, Barcelona Widzów: 4315 Sędzia: Sławe Nikołow Ǵorǵi Naczewski |
| 19 października 201920:00 | Aleix Gómez Abelló 8 | 36:32(19:15) | 8 Luka Karabatić  | Palau Blaugrana, Barcelona Widzów: 4315 Sędzia: Sławe Nikołow Ǵorǵi Naczewski |
| 19 października 201920:00 | 2× · 1×              | 36:32(19:15) | 3×                | Palau Blaugrana, Barcelona Widzów: 4315 Sędzia: Sławe Nikołow Ǵorǵi Naczewski |

| 20 października 201916:50 | Aalborg Håndbold     | 31:28(14:16) | SG Flensburg-Handewitt                         | Jutlander Bank Arena, Aalborg Widzów: 4653 Sędzia: Michal Baďura Jaroslav Ondogrecula |
| 20 października 201916:50 | Sebastian Barthold 8 | 31:28(14:16) | 6 Lasse Svan Hansen 6 Gøran Søgård Johannessen | Jutlander Bank Arena, Aalborg Widzów: 4653 Sędzia: Michal Baďura Jaroslav Ondogrecula |
| 20 października 201916:50 | 1× · 2×              | 31:28(14:16) | 3× · 3×                                        | Jutlander Bank Arena, Aalborg Widzów: 4653 Sędzia: Michal Baďura Jaroslav Ondogrecula |

| 20 października 201917:00 | RK Zagrzeb    | 21:26(10:15) | MOL-Pick Szeged                       | Arena Zagreb, Zagrzeb Widzów: 3721 Sędzia: Evgeny Zotin Nikolay Volodkov |
| 20 października 201917:00 | Marin Šipić 6 | 21:26(10:15) | 5 Jorge Maqueda Peño 5 Mario Šoštarič | Arena Zagreb, Zagrzeb Widzów: 3721 Sędzia: Evgeny Zotin Nikolay Volodkov |
| 20 października 201917:00 | 9× · 3× · 2×  | 21:26(10:15) | 6× · 4× · 1×                          | Arena Zagreb, Zagrzeb Widzów: 3721 Sędzia: Evgeny Zotin Nikolay Volodkov |

| 20 października 201917:00 | Celje Pivovarna Laško                       | 32:25(14:15) | Elverum Håndball       | Dvorana Zlatorog, Celje Widzów: 3300 Sędzia: Lars Geipel Marcus Helbig |
| 20 października 201917:00 | Josip Šarac 5 Tilen Kodrin 5 Patrik Leban 5 | 32:25(14:15) | 10 Sigvaldi Guðjónsson | Dvorana Zlatorog, Celje Widzów: 3300 Sędzia: Lars Geipel Marcus Helbig |
| 20 października 201917:00 | 3× · 2×                                     | 32:25(14:15) | 3× · 1×                | Dvorana Zlatorog, Celje Widzów: 3300 Sędzia: Lars Geipel Marcus Helbig |

| 30 października 201919:00 | SG Flensburg-Handewitt | 27:34(12:18) | FC Barcelona                                          | Flens-Arena, Flensburg Widzów: 5221 Sędzia: Vaidas Mažeika Mindaugas Gatelis |
| 30 października 201919:00 | Michał Jurecki 5       | 27:34(12:18) | 5 Aitor Ariño Bengoechea 5 Dika Mem 5 Aron Pálmarsson | Flens-Arena, Flensburg Widzów: 5221 Sędzia: Vaidas Mažeika Mindaugas Gatelis |
| 30 października 201919:00 | 4× · 2×                | 27:34(12:18) | 6× · 1×                                               | Flens-Arena, Flensburg Widzów: 5221 Sędzia: Vaidas Mažeika Mindaugas Gatelis |

| 2 listopada 201917:15 | Paris SG Handball | 37:24(18:11) | Aalborg Håndbold    | Stade Pierre de Coubertin, Paryż Widzów: 2500 Sędzia: Ivan Pavićević Miloš Ražnatović |
| 2 listopada 201917:15 | Mikkel Hansen 6   | 37:24(18:11) | 5 Benjamin Jakobsen | Stade Pierre de Coubertin, Paryż Widzów: 2500 Sędzia: Ivan Pavićević Miloš Ražnatović |
| 2 listopada 201917:15 | 4× · 2×           | 37:24(18:11) | 2× · 2×             | Stade Pierre de Coubertin, Paryż Widzów: 2500 Sędzia: Ivan Pavićević Miloš Ražnatović |

| 3 listopada 201917:00 | MOL-Pick Szeged      | 31:24(14:14) | Celje Pivovarna Laško | Városi Sportcsarnok, Segedyn Widzów: 3200 Sędzia: Charlotte Bonaventura Julie Bonaventura |
| 3 listopada 201917:00 | Bogdan Radivojević 8 | 31:24(14:14) | 7 Josip Šarac         | Városi Sportcsarnok, Segedyn Widzów: 3200 Sędzia: Charlotte Bonaventura Julie Bonaventura |
| 3 listopada 201917:00 | 1×                   | 31:24(14:14) | 3× · 2×               | Városi Sportcsarnok, Segedyn Widzów: 3200 Sędzia: Charlotte Bonaventura Julie Bonaventura |

| 3 listopada 201919:00 | Elverum Håndball  | 30:30(13:18) | RK Zagrzeb   | Terningen Arena, Elverum Widzów: 2034 Sędzia: Duarte Santos Ricardo Fonseca |
| 3 listopada 201919:00 | Alexander Blonz 8 | 30:30(13:18) | 8 Ante Gadža | Terningen Arena, Elverum Widzów: 2034 Sędzia: Duarte Santos Ricardo Fonseca |
| 3 listopada 201919:00 | 8× · 2×           | 30:30(13:18) | 6× · 3×      | Terningen Arena, Elverum Widzów: 2034 Sędzia: Duarte Santos Ricardo Fonseca |

| 6 listopada 201919:00 | SG Flensburg-Handewitt | 29:30(13:14) | Paris SG Handball | Flens-Arena, Flensburg Widzów: 5030 Sędzia: Dalibor Jurinović Marko Mrvica |
| 6 listopada 201919:00 | Magnus Abelvik Rød 6   | 29:30(13:14) | 6 Mikkel Hansen   | Flens-Arena, Flensburg Widzów: 5030 Sędzia: Dalibor Jurinović Marko Mrvica |
| 6 listopada 201919:00 | 3×                     | 29:30(13:14) | 2× · 1×           | Flens-Arena, Flensburg Widzów: 5030 Sędzia: Dalibor Jurinović Marko Mrvica |

| 10 listopada 201916:50 | Aalborg Håndbold          | 30:34(14:15) | FC Barcelona         | Jutlander Bank Arena, Aalborg Widzów: 5000 Sędzia: Arthur Brunner Morad Salah |
| 10 listopada 201916:50 | Jensen Magnus Saugstrup 6 | 30:34(14:15) | 9 Aleix Gómez Abelló | Jutlander Bank Arena, Aalborg Widzów: 5000 Sędzia: Arthur Brunner Morad Salah |
| 10 listopada 201916:50 | 2× · 2×                   | 30:34(14:15) | 4× · 1×              | Jutlander Bank Arena, Aalborg Widzów: 5000 Sędzia: Arthur Brunner Morad Salah |

| 10 listopada 201917:00 | MOL-Pick Szeged    | 32:25(15:13) | Elverum Håndball  | Városi Sportcsarnok, Segedyn Widzów: 3200 Sędzia: Zigmārs Sondors Renārs Līcis |
| 10 listopada 201917:00 | Dmitrij Żytnikow 5 | 32:25(15:13) | 8 Alexander Blonz | Városi Sportcsarnok, Segedyn Widzów: 3200 Sędzia: Zigmārs Sondors Renārs Līcis |
| 10 listopada 201917:00 | 6× · 1× · 1×       | 32:25(15:13) | 5× · 2×           | Városi Sportcsarnok, Segedyn Widzów: 3200 Sędzia: Zigmārs Sondors Renārs Līcis |

| 10 listopada 201917:00 | Celje Pivovarna Laško | 24:22(10:8) | RK Zagrzeb      | Dvorana Zlatorog, Celje Widzów: 4850 Sędzia: Andreu Marín Ignacio García Serradilla |
| 10 listopada 201917:00 | Josip Šarac 6         | 24:22(10:8) | 6 Damir Bičanić | Dvorana Zlatorog, Celje Widzów: 4850 Sędzia: Andreu Marín Ignacio García Serradilla |
| 10 listopada 201917:00 | 5× · 2×               | 24:22(10:8) | 5× · 2×         | Dvorana Zlatorog, Celje Widzów: 4850 Sędzia: Andreu Marín Ignacio García Serradilla |

| 14 listopada 201918:00 | RK Zagrzeb       | 27:31(11:14) | Celje Pivovarna Laško | Arena Zagreb, Zagrzeb Widzów: 2634 Sędzia: Václav Horáček Jiří Novotný |
| 14 listopada 201918:00 | Filip Vistorop 6 | 27:31(11:14) | 10 Josip Šarac        | Arena Zagreb, Zagrzeb Widzów: 2634 Sędzia: Václav Horáček Jiří Novotný |
| 14 listopada 201918:00 | 4× · 2×          | 27:31(11:14) | 5× · 1× · 1×          | Arena Zagreb, Zagrzeb Widzów: 2634 Sędzia: Václav Horáček Jiří Novotný |

| 16 listopada 2019 | FC Barcelona         | 44:35(22:17) | Aalborg Håndbold   | Palau Blaugrana, Barcelona Widzów: 2139 Sędzia: Lars Geipel Marcus Helbig |
| 16 listopada 2019 | Aleix Gómez Abelló 9 | 44:35(22:17) | 6 Magnus Saugstrup | Palau Blaugrana, Barcelona Widzów: 2139 Sędzia: Lars Geipel Marcus Helbig |
| 16 listopada 2019 | 1× · 2×              | 44:35(22:17) | 1× · 2×            | Palau Blaugrana, Barcelona Widzów: 2139 Sędzia: Lars Geipel Marcus Helbig |

| 17 listopada 201917:00 | Paris SG Handball | 32:30(17:16) | SG Flensburg-Handewitt | Stade Pierre de Coubertin, Paryż Widzów: 2500 Sędzia: Bartosz Leszczyński Marcin Piechota |
| 17 listopada 201917:00 | Sander Sagosen 7  | 32:30(17:16) | 5 4 zawodników         | Stade Pierre de Coubertin, Paryż Widzów: 2500 Sędzia: Bartosz Leszczyński Marcin Piechota |
| 17 listopada 201917:00 | 4× · 2×           | 32:30(17:16) | 5× · 3×                | Stade Pierre de Coubertin, Paryż Widzów: 2500 Sędzia: Bartosz Leszczyński Marcin Piechota |

| 17 listopada 201919:00 | Elverum Håndball | 25:26(9:14) | MOL-Pick Szeged      | Terningen Arena, Elverum Widzów: 1941 Sędzia: Mirza Kurtagic Mattias Wetterwik |
| 17 listopada 201919:00 | Lukas Sandell 10 | 25:26(9:14) | 6 Jorge Maqueda Peño | Terningen Arena, Elverum Widzów: 1941 Sędzia: Mirza Kurtagic Mattias Wetterwik |
| 17 listopada 201919:00 | 2× · 1×          | 25:26(9:14) | 5× · 1×              | Terningen Arena, Elverum Widzów: 1941 Sędzia: Mirza Kurtagic Mattias Wetterwik |

| 23 listopada 201920:00 | FC Barcelona          | 31:27(1:15) | SG Flensburg-Handewitt | Palau Blaugrana, Barcelona Widzów: 2521 Sędzia: Duarte Santos Ricardo Fonseca |
| 23 listopada 201920:00 | Aleix Gómez Abelló 10 | 31:27(1:15) | 6 Marvin Lier          | Palau Blaugrana, Barcelona Widzów: 2521 Sędzia: Duarte Santos Ricardo Fonseca |
| 23 listopada 201920:00 | 4×                    | 31:27(1:15) | 4× · 1×                | Palau Blaugrana, Barcelona Widzów: 2521 Sędzia: Duarte Santos Ricardo Fonseca |

| 24 listopada 201916:50 | Aalborg Håndbold          | 29:32(14:17) | Paris SG Handball                | Jutlander Bank Arena, Aalborg Widzów: 5000 Sędzia: Radojko Brkic Andrei Jusufhodzic |
| 24 listopada 201916:50 | Magnus Saugstrup Jensen 6 | 29:32(14:17) | 7 Sander Sagosen 7 Mikkel Hansen | Jutlander Bank Arena, Aalborg Widzów: 5000 Sędzia: Radojko Brkic Andrei Jusufhodzic |
| 24 listopada 201916:50 | 1× · 2×                   | 29:32(14:17) | 4× · 2×                          | Jutlander Bank Arena, Aalborg Widzów: 5000 Sędzia: Radojko Brkic Andrei Jusufhodzic |

| 24 listopada 201917:00 | Celje Pivovarna Laško | 23:34(11:19) | MOL-Pick Szeged | Dvorana Zlatorog, Celje Widzów: 4900 Sędzia: Arthur Brunner Morad Salah |
| 24 listopada 201917:00 | Josip Šarac 6         | 23:34(11:19) | 7 Bence Bánhidi | Dvorana Zlatorog, Celje Widzów: 4900 Sędzia: Arthur Brunner Morad Salah |
| 24 listopada 201917:00 | 4× · 2×               | 23:34(11:19) | 4× · 1×         | Dvorana Zlatorog, Celje Widzów: 4900 Sędzia: Arthur Brunner Morad Salah |

| 24 listopada 201917:00 | RK Zagrzeb      | 30:27(16:13) | Elverum Håndball      | Arena Zagreb, Zagrzeb Widzów: 2500 Sędzia: Stevann Pichon Laurent Reveret |
| 24 listopada 201917:00 | Damir Bičanić 8 | 30:27(16:13) | 7 Sigvaldi Guðjónsson | Arena Zagreb, Zagrzeb Widzów: 2500 Sędzia: Stevann Pichon Laurent Reveret |
| 24 listopada 201917:00 | 5× · 3×         | 30:27(16:13) | 3× · 3×               | Arena Zagreb, Zagrzeb Widzów: 2500 Sędzia: Stevann Pichon Laurent Reveret |

| 30 listopada 201917:30 | MOL-Pick Szeged | 33:23(14:7) | RK Zagrzeb   | Városi Sportcsarnok, Segedyn Widzów: 3200 Sędzia: Andrei Gousko Siarhei Repkin |
| 30 listopada 201917:30 | Joan Cañellas 5 | 33:23(14:7) | 7 Ante Gadža | Városi Sportcsarnok, Segedyn Widzów: 3200 Sędzia: Andrei Gousko Siarhei Repkin |
| 30 listopada 201917:30 | 1× · 3×         | 33:23(14:7) | 2× · 3×      | Városi Sportcsarnok, Segedyn Widzów: 3200 Sędzia: Andrei Gousko Siarhei Repkin |

| 1 grudnia 201917:00 | Paris SG Handball                | 32:35(17:16) | FC Barcelona                     | Stade Pierre de Coubertin, Paryż Widzów: 3346 Sędzia: Matija Gubica Boris Milošević |
| 1 grudnia 201917:00 | Sander Sagosen 8 Mikkel Hansen 8 | 32:35(17:16) | 6 Luka Cindrić 6 Aron Pálmarsson | Stade Pierre de Coubertin, Paryż Widzów: 3346 Sędzia: Matija Gubica Boris Milošević |
| 1 grudnia 201917:00 | 6× · 3×                          | 32:35(17:16) | 2× · 3×                          | Stade Pierre de Coubertin, Paryż Widzów: 3346 Sędzia: Matija Gubica Boris Milošević |

| 1 grudnia 201919:00 | SG Flensburg-Handewitt     | 29:32(15:18) | Aalborg Håndbold                                                     | Flens-Arena, Flensburg Widzów: 4406 Sędzia: Sławe Nikołow Ǵorǵi Naczewski |
| 1 grudnia 201919:00 | Gøran Søgard Johannessen 5 | 29:32(15:18) | 7 Janus Daði Smárason 7 Sebastian Barthold 7 Henrik Møllgaard Jensen | Flens-Arena, Flensburg Widzów: 4406 Sędzia: Sławe Nikołow Ǵorǵi Naczewski |
| 1 grudnia 201919:00 | 3× · 2×                    | 29:32(15:18) | 2×                                                                   | Flens-Arena, Flensburg Widzów: 4406 Sędzia: Sławe Nikołow Ǵorǵi Naczewski |

| 1 grudnia 201919:00 | Elverum Håndball | 37:26(21:13) | Celje Pivovarna Laško | Terningen Arena, Elverum Widzów: 1910 Sędzia: Peter Brunovský Vladimír Čanda |
| 1 grudnia 201919:00 | 4 zawodników 6   | 37:26(21:13) | 5 Kristjan Horzen     | Terningen Arena, Elverum Widzów: 1910 Sędzia: Peter Brunovský Vladimír Čanda |
| 1 grudnia 201919:00 | 1× · 3×          | 37:26(21:13) | 4× · 1×               | Terningen Arena, Elverum Widzów: 1910 Sędzia: Peter Brunovský Vladimír Čanda |

| 8 lutego 202018:00 | RK Zagrzeb    | 25:26(9:11) | SG Flensburg-Handewitt | Arena Zagreb, Zagrzeb Widzów: 5364 Sędzia: Jónas Elíasson Anton Gylfi Pálsson |
| 8 lutego 202018:00 | Marin Šipić 8 | 25:26(9:11) | 7 Marius Steinhauser   | Arena Zagreb, Zagrzeb Widzów: 5364 Sędzia: Jónas Elíasson Anton Gylfi Pálsson |
| 8 lutego 202018:00 | 7× · 3×       | 25:26(9:11) | 4× · 3×                | Arena Zagreb, Zagrzeb Widzów: 5364 Sędzia: Jónas Elíasson Anton Gylfi Pálsson |

| 8 lutego 202018:00 | MOL-Pick Szeged | 26:26(13:15) | Aalborg Håndbold                                       | Városi Sportcsarnok, Segedyn Widzów: 3200 Sędzia: Bartosz Leszczyński Marcin Piechota |
| 8 lutego 202018:00 | Dean Bombač 5   | 26:26(13:15) | 6 Janus Daði Smárason 6 Buster Engelbrecht Juul-Lassen | Városi Sportcsarnok, Segedyn Widzów: 3200 Sędzia: Bartosz Leszczyński Marcin Piechota |
| 8 lutego 202018:00 | 1× · 2×         | 26:26(13:15) | 4× · 4×                                                | Városi Sportcsarnok, Segedyn Widzów: 3200 Sędzia: Bartosz Leszczyński Marcin Piechota |

| 9 lutego 202017:00 | Celje Pivovarna Laško | 29:33(13:17) | Paris SG Handball | Dvorana Zlatorog, Celje Widzów: 4700 Sędzia: Evgeny Zotin Nikolay Volodkov |
| 9 lutego 202017:00 | Tilen Kodrin 5        | 29:33(13:17) | 9 Kamil Syprzak   | Dvorana Zlatorog, Celje Widzów: 4700 Sędzia: Evgeny Zotin Nikolay Volodkov |
| 9 lutego 202017:00 | 2× · 3×               | 29:33(13:17) | 2× · 3×           | Dvorana Zlatorog, Celje Widzów: 4700 Sędzia: Evgeny Zotin Nikolay Volodkov |

| 9 lutego 202019:00 | Elverum Håndball    | 26:30(14:16) | FC Barcelona                                  | Terningen Arena, Elverum Widzów: 2507 Sędzia: Amar Konjičanin Dino Konjičanin |
| 9 lutego 202019:00 | Magnus Fredriksen 5 | 26:30(14:16) | 6 Aitor Ariño Bengoechea 6 Aleix Gómez Abelló | Terningen Arena, Elverum Widzów: 2507 Sędzia: Amar Konjičanin Dino Konjičanin |
| 9 lutego 202019:00 | 3× · 2×             | 26:30(14:16) | 1× · 1×                                       | Terningen Arena, Elverum Widzów: 2507 Sędzia: Amar Konjičanin Dino Konjičanin |

| 15 lutego 202017:30 | Elverum Håndball   | 28:34(14:15) | SG Flensburg-Handewitt | Terningen Arena, Elverum Widzów: 9312 Sędzia: Arthur Brunner Morad Salah |
| 15 lutego 202017:30 | Alexander Blonz 10 | 28:34(14:15) | 7 Marius Steinhauser   | Terningen Arena, Elverum Widzów: 9312 Sędzia: Arthur Brunner Morad Salah |
| 15 lutego 202017:30 | 2× · 1×            | 28:34(14:15) | 3× · 2×                | Terningen Arena, Elverum Widzów: 9312 Sędzia: Arthur Brunner Morad Salah |

| 15 lutego 202020:00 | FC Barcelona                     | 32:23(17:9) | RK Zagrzeb      | Palau Blaugrana, Barcelona Widzów: 3215 Sędzia: Boris Mandák Mário Rudinský |
| 15 lutego 202020:00 | Víctor Tomás 6 Aron Pálmarsson 6 | 32:23(17:9) | 6 Miloš Božović | Palau Blaugrana, Barcelona Widzów: 3215 Sędzia: Boris Mandák Mário Rudinský |
| 15 lutego 202020:00 | 1× · 2×                          | 32:23(17:9) | 3× · 2×         | Palau Blaugrana, Barcelona Widzów: 3215 Sędzia: Boris Mandák Mário Rudinský |

| 16 lutego 202016:50 | Aalborg Håndbold           | 28:24(13:9) | Celje Pivovarna Laško            | Jutlander Bank Arena, Aalborg Widzów: 4640 Sędzia: Stevann Pichon Laurent Reveret |
| 16 lutego 202016:50 | Mark Strandgaard Marcher 6 | 28:24(13:9) | 5 Kristjan Horžen 5 Patrik Leban | Jutlander Bank Arena, Aalborg Widzów: 4640 Sędzia: Stevann Pichon Laurent Reveret |
| 16 lutego 202016:50 | 3× · 2×                    | 28:24(13:9) | 6× · 1×                          | Jutlander Bank Arena, Aalborg Widzów: 4640 Sędzia: Stevann Pichon Laurent Reveret |

| 16 lutego 202017:00 | MOL-Pick Szeged  | 32:29(15:18) | Paris SG Handball | Városi Sportcsarnok, Segedyn Widzów: 3200 Sędzia: Jesper Kirkholm Madsen Henrik Mortensen |
| 16 lutego 202017:00 | Joan Cañellas 10 | 32:29(15:18) | 7 Mikkel Hansen   | Városi Sportcsarnok, Segedyn Widzów: 3200 Sędzia: Jesper Kirkholm Madsen Henrik Mortensen |
| 16 lutego 202017:00 | 3× · 1× · 1×     | 32:29(15:18) | 3× · 1×           | Városi Sportcsarnok, Segedyn Widzów: 3200 Sędzia: Jesper Kirkholm Madsen Henrik Mortensen |

| 19 lutego 202019:00 | SG Flensburg-Handewitt | 34:26(17:11) | MOL-Pick Szeged | Flens-Arena, Flensburg Widzów: 4355 Sędzia: Matija Gubica Boris Milošević |
| 19 lutego 202019:00 | Michał Jurecki 6       | 34:26(17:11) | 5 Joan Cañellas | Flens-Arena, Flensburg Widzów: 4355 Sędzia: Matija Gubica Boris Milošević |
| 19 lutego 202019:00 | 5× · 1×                | 34:26(17:11) | 6× · 3×         | Flens-Arena, Flensburg Widzów: 4355 Sędzia: Matija Gubica Boris Milošević |

| 22 lutego 202017:15 | Paris SG Handball | 31:25(17:13) | Elverum Håndball    | Stade Pierre de Coubertin, Paryż Widzów: 3010 Sędzia: Bogdan Nicolae Stark Romeo Mihai Ștefan |
| 22 lutego 202017:15 | Sander Sagosen 8  | 31:25(17:13) | 6 Magnus Fredriksen | Stade Pierre de Coubertin, Paryż Widzów: 3010 Sędzia: Bogdan Nicolae Stark Romeo Mihai Ștefan |
| 22 lutego 202017:15 | 3× · 1×           | 31:25(17:13) | 4× · 3×             | Stade Pierre de Coubertin, Paryż Widzów: 3010 Sędzia: Bogdan Nicolae Stark Romeo Mihai Ștefan |

| 22 lutego 202018:00 | RK Zagrzeb   | 31:30(16:15) | Aalborg Håndbold      | Arena Zagreb, Zagrzeb Widzów: 2134 Sędzia: Miklós Andorka Róbert Hucker |
| 22 lutego 202018:00 | Ante Gadža 9 | 31:30(16:15) | 7 Janus Daði Smárason | Arena Zagreb, Zagrzeb Widzów: 2134 Sędzia: Miklós Andorka Róbert Hucker |
| 22 lutego 202018:00 | 6× · 2×      | 31:30(16:15) | 2× · 1× · 1×          | Arena Zagreb, Zagrzeb Widzów: 2134 Sędzia: Miklós Andorka Róbert Hucker |

| 23 lutego 202017:00 | Celje Pivovarna Laško | 25:37(14:19) | FC Barcelona   | Dvorana Zlatorog, Celje Widzów: 5400 Sędzia: Ivan Pavićević Miloš Ražnatović |
| 23 lutego 202017:00 | David Razgor 9        | 25:37(14:19) | 7 Jure Dolenec | Dvorana Zlatorog, Celje Widzów: 5400 Sędzia: Ivan Pavićević Miloš Ražnatović |
| 23 lutego 202017:00 | 2× · 2×               | 25:37(14:19) | 4× · 3×        | Dvorana Zlatorog, Celje Widzów: 5400 Sędzia: Ivan Pavićević Miloš Ražnatović |

| 26 lutego 202019:00 | SG Flensburg-Handewitt | 29:26(15:12) | Celje Pivovarna Laško      | Flens-Arena, Flensburg Widzów: 4221 Sędzia: Óscar Raluy López Ángel Sabroso Ramírez |
| 26 lutego 202019:00 | Johannes Golla 8       | 29:26(15:12) | 6 Tim Cokan 6 David Razgor | Flens-Arena, Flensburg Widzów: 4221 Sędzia: Óscar Raluy López Ángel Sabroso Ramírez |
| 26 lutego 202019:00 | 2× · 1×                | 29:26(15:12) | 1× · 1×                    | Flens-Arena, Flensburg Widzów: 4221 Sędzia: Óscar Raluy López Ángel Sabroso Ramírez |

| 29 lutego 202020:00 | FC Barcelona   | 30:28(13:15) | MOL-Pick Szeged | Palau Blaugrana, Barcelona Widzów: 3658 Sędzia: Bojan Lah David Sok |
| 29 lutego 202020:00 | Jure Dolenec 7 | 30:28(13:15) | 7 Richárd Bodó  | Palau Blaugrana, Barcelona Widzów: 3658 Sędzia: Bojan Lah David Sok |
| 29 lutego 202020:00 | 4× · 2×        | 30:28(13:15) | 5× · 2×         | Palau Blaugrana, Barcelona Widzów: 3658 Sędzia: Bojan Lah David Sok |

| 1 marca 202016:50 | Aalborg Håndbold           | 30:28(18:11) | MOL-Pick Szeged | Jutlander Bank Arena, Aalborg Widzów: 4782 Sędzia: Javier Álvarez Mata Yon Bustamante López |
| 1 marca 202016:50 | Mark Strandgaard Marcher 8 | 30:28(18:11) | 7 Lukas Sandell | Jutlander Bank Arena, Aalborg Widzów: 4782 Sędzia: Javier Álvarez Mata Yon Bustamante López |
| 1 marca 202016:50 | 4× · 2×                    | 30:28(18:11) | 5× · 3×         | Jutlander Bank Arena, Aalborg Widzów: 4782 Sędzia: Javier Álvarez Mata Yon Bustamante López |

| 1 marca 202017:00 | Paris SG Handball | 37:26(17:12) | RK Zagrzeb      | Stade Pierre de Coubertin, Paryż Widzów: 3010 Sędzia: Jan-Erik Leandersson Mikael Lindroos |
| 1 marca 202017:00 | Sander Sagosen 9  | 37:26(17:12) | 6 Miloš Božović | Stade Pierre de Coubertin, Paryż Widzów: 3010 Sędzia: Jan-Erik Leandersson Mikael Lindroos |
| 1 marca 202017:00 | 5× · 2×           | 37:26(17:12) | 2×              | Stade Pierre de Coubertin, Paryż Widzów: 3010 Sędzia: Jan-Erik Leandersson Mikael Lindroos |